# Austin / Innocenti A 40

L'Austin A40 est une automobile fabriquée par British Motor Corporation entre 1958 et 1967.

## Histoire
L'Austin A40 était une voiture dessinée par le maître carrossier italien Pininfarina pour remplacer l'ancienne Austin A30/A35, dont la conception remontait au début des années 1950, et qui accusait le poids des années. BMC voulant simplement rajeunir la carrosserie, en confia l'étude à Pininfarina (qui s'appelait encore « Stabilimenti Farina »).
Le résultat fut la petite et très originale carrosserie hatchback, une première du genre, à deux portes qui conjuguait habilement habitabilité, robustesse et élégance British sous la coupe italienne.
La voiture bénéficia d'un aménagement intérieur sobre et économique mais pas spartiate, à la manière italienne. La A40 Farina, comme l'on baptisée les Britanniques, sera lancée en 1957, en garda son ancienne mécanique traditionnelle à propulsion arrière avec un moteur placé à l'avant en position longitudinale, un essieu arrière rigide et des freins à tambour et disposant de l'ancien moteur quatre-cylindres « Séries A » à arbre à cames latéral de 948 cm3 développant 40 ch SAE.
La fabrication s'arrêtera en 1967 après une production de 342 162 exemplaires (169 612 MK I et 172 550 MK 2).

## L'Innocenti A40

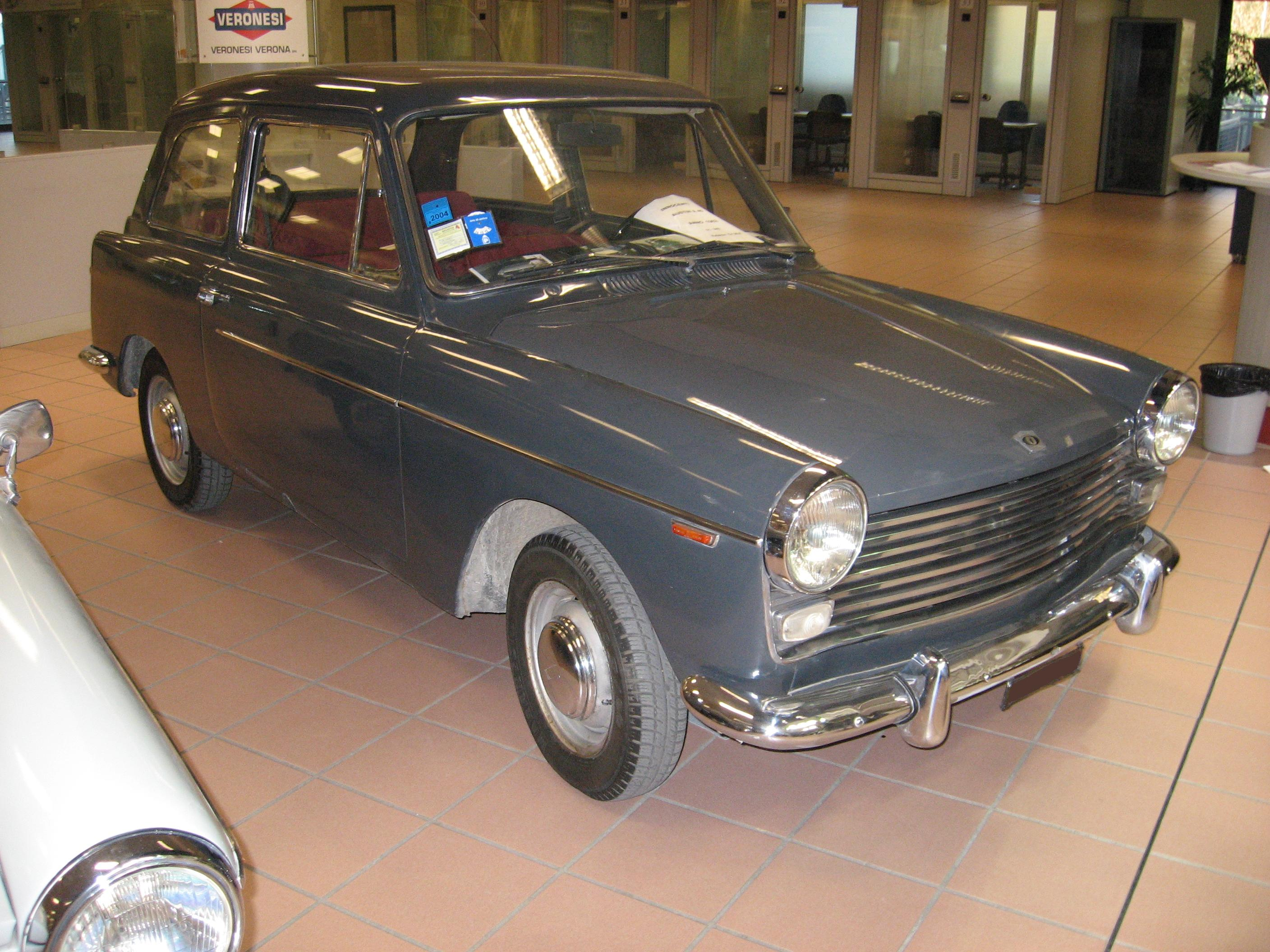
La version Innocenti

L'Innocenti A40 est une automobile fabriquée par le tout jeune constructeur italien Innocenti sous licence British Motor Corporation entre 1960 et 1967 dans son usine de Lambrate aux portes de Milan.
Quand la société italienne Innocenti décida de diversifier ses productions jusqu'alors concentrées sur les tubes en acier et leurs dérivés pour les échafaudages tubulaires, dont elle avait été l'inventeur, et la fabrication de scooter sous la marque Lambretta, Innocenti conclut en 1959 un accord avec le constructeur britannique BMC pour construire sous licence la nouvelle voiture A40.
En effet, en raison du taux de change très élevé de la livre sterling et les droits de douane, la seule manière, à l'époque, pour vendre ses voitures était de trouver un constructeur dans le pays ciblé et de lui céder une licence de fabrication. C'est ainsi qu'Innocenti, qui voulait se lancer dans la construction automobile, et ne voulant pas s'affronter directement avec le géant Fiat, choisit un créneau où Fiat ne disposait d'aucun modèle entre sa Fiat 600 et sa Fiat 1100-103, justement celui de l'A 40.
Innocenti lança en 1960 l'A40, en version italienne. Innocenti qui ne voulait pas se contenter de produire un simple clone du modèle britannique, lança en 1961, la A40 Combinata, une version ignorée par Austin, qui avait une ouverture du coffre séparée.
Suivant la version britannique, en 1962, Innocenti lança la deuxième série avec une motorisation renforcée portée à 44 ch SAE et bénéficia des quelques retouches à l'avant.
En 1965, Innocenti lancera la A40 S, avec un nouveau moteur de 1 098 cm3 développant 50 ch SAE et disposant d'un hayon. La fabrication de l'A40 prendra fin en 1967 après une production de 67 706 exemplaires.

## Modèles produits
- Austin A40 Farina 950 (40 ch) : 1958 - 1962
- Austin A40 Farina 950 (44 ch) : 1962 - 1965
- Austin A40 Farina 950 (44 ch) Countryman : 1962 - 1965
- Austin A40 Farina 1100 : 1965 - 1967
- Austin A40 Farina 1100 Countryman : 1965 - 1967
- Innocenti A40 (40 ch) Berline : 1960 - 1962
- Innocenti A40 (40 ch) Combinata : 1961 - 1962
- Innocenti A40 (44 ch) Berline : 1962 - 1967
- Innocenti A40 (44 ch) Combinata : 1962 - 1967
- Innocenti A40 S Berline : 1965 - 1967
- Innocenti A40 S Contryman : 1965 - 1967